# Kanton Nailloux
Kanton Nailloux (francouzsky Canton de Nailloux) je francouzský kanton v departementu Haute-Garonne v regionu Midi-Pyrénées. Tvoří ho 10 obcí.

## Obce kantonu
- Auragne
- Caignac
- Calmont
- Gibel
- Mauvaisin
- Monestrol
- Montgeard
- Nailloux
- Saint-Léon
- Seyre